# Salwa burtowa

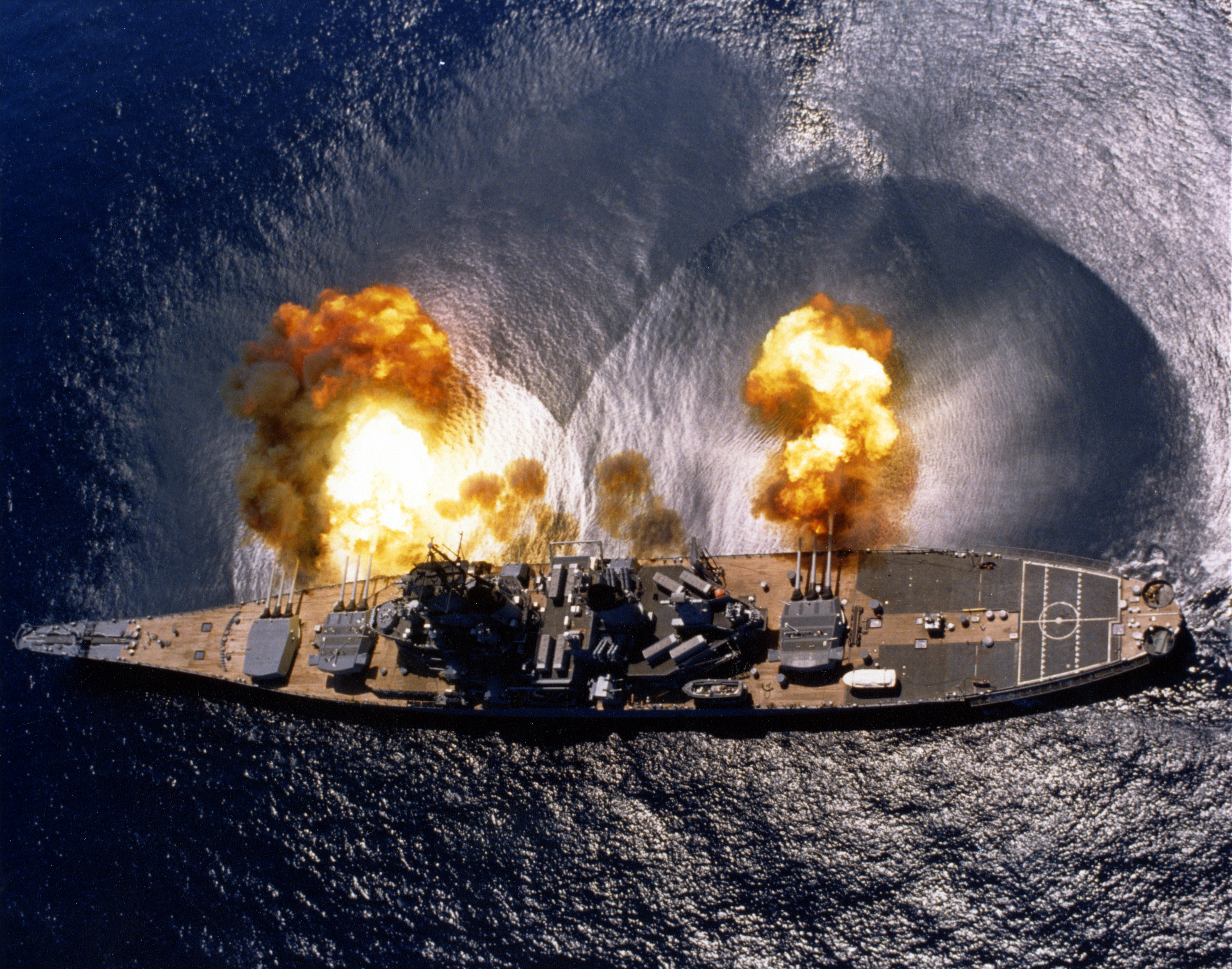
Salwa burtowa z 9 dział 16-calowych i 6 dział 5-calowych pancernika USS „Iowa”

Salwa burtowa – w walce na morzu salwa oddana z wszystkich dział artylerii głównej okrętu, lub głównej i pomocniczej, w kierunku jednej burty.
W czasach okrętów żaglowych, które miały działa umieszczone w bateriach burtowych, salwa burtowa była głównym sposobem walki, gdyż prawie wszystkie działa okrętu były skierowane na jedną lub na drugą burtę, pod kątem zbliżonym do prostego. Oddawanie strzałów w postaci salwy z odpalanych równocześnie lub kolejno dział pozwalało na lepszą koncentrację ognia, rekompensującą niewielką celność poszczególnych dział. W celu jeszcze lepszej koncentracji salwy burtowej, powstała taktyka walki eskadr okrętów w szyku liniowym.
Po zastąpieniu baterii burtowych przez działa obrotowe i umieszczone w wieżach, w dalszym ciągu najwięcej dział okrętu mogło naraz strzelać w kierunku burty, niż w innych kierunkach. Salwa burtowa nadal umożliwiała najbardziej skuteczne wykorzystanie artylerii okrętu, zarówno umieszczonej na dziobie i na rufie. Dlatego podczas walk eskadr okrętów artyleryjskich dążono do przegrodzenia kursu okrętów przeciwnika, obrazowo nazwanego: "postawieniem kreski nad T" (ang. cross T ). Pozwalało to na ostrzeliwanie przeciwnika większością artylerii, podczas gdy on mógł odpowiadać tylko częścią artylerii umieszczoną na dziobie lub rufie.
Waga salwy burtowej była jednym z wyznaczników siły bojowej okrętów artyleryjskich, była to łączna masa pocisków wystrzeliwanych podczas jednej salwy w kierunku jednej burty. W zależności od rozmieszczenia wież artyleryjskich na okręcie, okręty z większą liczbą dział mogły mieć mniejszą wagę salwy burtowej, jeśli część ich dział mogła strzelać tylko w kierunku jednej burty. Dlatego najkorzystniejsze z punktu widzenia ekonomii wykorzystania artylerii okrętowej jest rozmieszczenie wszystkich wież w osi symetrii okrętu.